# Agrotron TTV
Agrotron TTV è un trattore prodotto dalla SAME Deutz-Fahr. È stato progettato insieme a Italdesign Giugiaro che ha curato le linee e le forme estetiche. Nel 2014 è stato insignito del Premio Compasso d'oro 2014 per aver caricato di espressività uno strumento di lavoro, risolvendone contemporaneamente anche gli aspetti ergonomici e funzionali.